# Milonia
Milonia es un género de arañas araneomorfas de la familia Araneidae. Se encuentra en el Sudeste de Asia.

## Lista de especies
Según The World Spider Catalog 12.0:
- Milonia albula O. Pickard-Cambridge, 1899
- Milonia brevipes Thorell, 1890
- Milonia hexastigma (Hasselt, 1882)
- Milonia obtusa Thorell, 1892
- Milonia singaeformis (Hasselt, 1882)
- Milonia tomosceles Thorell, 1895
- Milonia trifasciata Thorell, 1890